# Rafał Pietrzak
Rafał Pietrzak (Sosnowiec, 30 januari 1992) is een Pools voetballer die sinds 2020 uitkomt voor Lechia Gdańsk. Pietrzak is een linkerverdediger.

## Clubcarrière
Pietrzak is een jeugdproduct van Zagłębie Sosnowiec. Na een uitleenbeurt aan Górnik Zabrze in het seizoen 2010/11 nam Górnik hem definitief over van Zagłębie. Na zijn definitieve overgang speelde hij echter geen minuut meer voor Górnik: de club leende hem achtereenvolgens uit aan Piast Gliwice en Kolejarz Stróże. In 2013 liet Górnik hem vertrekken naar GKS Katowice, waar hij tweeënhalf seizoen speelde. In januari 2016 maakte hij de overstap naar Wisła Kraków.
In juli 2019 werd het contract van Pietrzak bij Wisła Kraków ontbonden. Kort daarop ondertekende hij een contract voor drie seizoenen bij de Belgische eersteklasser Royal Excel Moeskroen. Na nog geen volledig seizoen, waarin hij 15 wedstrijden speelde voor de Henegouwers, keerde hij op 20 februari 2020 terug naar Polen.

## Interlandcarrière
Pietrzak maakte op 7 september 2018 zijn debuut voor Polen in de UEFA Nations League-wedstrijd tegen Italië. In de 80e minuut mocht hij invallen voor Jakub Blaszczykowski. Vier dagen later kreeg hij ook een invalbeurt tijdens een oefeninterland tegen Ierland.
| Interlands van Rafał Pietrzak voor Polen | Interlands van Rafał Pietrzak voor Polen | Interlands van Rafał Pietrzak voor Polen | Interlands van Rafał Pietrzak voor Polen | Interlands van Rafał Pietrzak voor Polen | Interlands van Rafał Pietrzak voor Polen |
| №                                        | Datum                                    | Wedstrijd                                | Uitslag                                  | Competitie                               | Goals                                    |
| ---------------------------------------- | ---------------------------------------- | ---------------------------------------- | ---------------------------------------- | ---------------------------------------- | ---------------------------------------- |
|                                          |                                          |                                          |                                          |                                          |                                          |
| Als speler bij Wisła Kraków              |                                          |                                          |                                          |                                          |                                          |
| 1.                                       | 7 september 2018                         | Italië – Polen                           | 1 – 1                                    | UEFA Nations League 2018/19              |                                          |
| 2.                                       | 11 september 2018                        | Polen – Ierland                          | 1 – 1                                    | Vriendschappelijk                        |                                          |
| Als speler bij Lechia Gdańsk             |                                          |                                          |                                          |                                          |                                          |
| 3.                                       | 7 oktober 2020                           | Polen – Finland                          | 5 – 1                                    | Vriendschappelijk                        |                                          |